# 圣萨尔多斯 (洛特-加龙省)
圣萨尔多斯（法語：Saint-Sardos，法語發音：[sɛ̃ saʁdɔs]）是法国洛特-加龙省的一个市镇，位于该省中部，属于阿让区。

## 地理
圣萨尔多斯（44°20'27"N, 0°28'40"E）面积14.46 平方千米，位于法国新阿基坦大区洛特-加龍省，该省份为法国西南部内陆省份，北起多爾多涅省，西接吉倫特省和朗德省，南至热尔省，东临塔恩-加龙省和洛特省。
与圣萨尔多斯接壤的市镇（或旧市镇、城区）包括：洛特河畔格朗日、拉塞佩德、洛特河畔拉菲特、蒙珀扎。
圣萨尔多斯的时区为UTC+01:00、UTC+02:00（夏令时）。

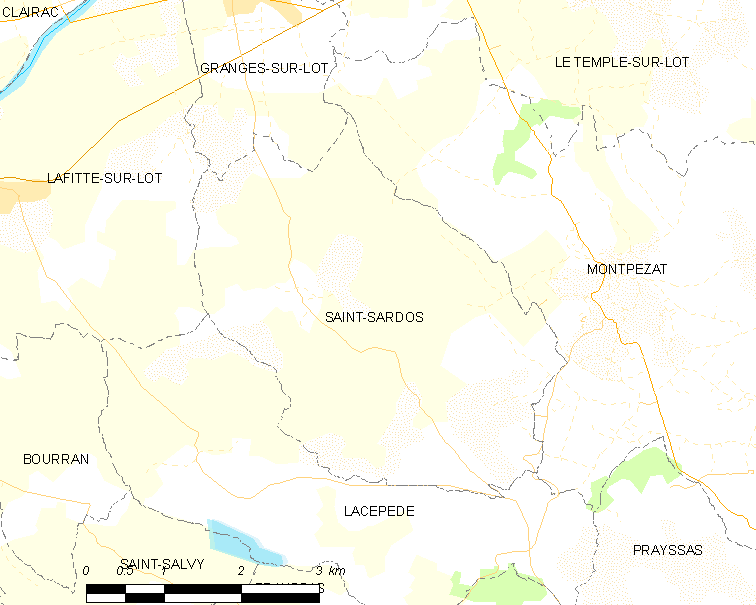
圣萨尔多斯的OSM定位图

## 行政
圣萨尔多斯的邮政编码为47360，INSEE市镇编码为47276。

## 政治
圣萨尔多斯所属的省级选区为汇流县。

## 交通
洛特-加龙省省道D432线经过境内。

## 人口

1962-2008年间圣萨尔多斯人口变化图示

圣萨尔多斯于2022年1月1日时的人口数量为292人。